# LHS 3844
LHS 3844 är en ensam stjärna i södra delen av stjärnbilden Indianen. Den har en skenbar magnitud av ca 15,26 och kräver ett kraftfullt teleskop för att kunna observeras. Baserat på parallax enligt Gaia Data Release 3 på ca 67,2 mas, beräknas den befinna sig på ett avstånd på ca 48,5 ljusår (ca 14,9 parsek) från solen. Den rör sig närmare solen med en heliocentrisk radialhastighet på ca -10 km/s.

## Egenskaper
LHS 3844 är en röd dvärgstjärna i huvudserien av spektralklass M4.5-M5. Den har en massa som är ca 0,15 solmassa, en radie som är ca 0,19 solradie och har ca 0,00272 gånger solens utstrålning av energi från dess fotosfär vid en effektiv temperatur av ca 3 000 K.
LHS 3844 är relativt inaktiv och har en långsam rotationsperiod på ca 128 dygn. Ultravioletta flares har observerats kring stjärnan.

## Planetsystem
Exoplaneten LHS 3844 b upptäcktes 2018 med hjälp av TESS. Det är en stenplanet större än jorden med en omloppstid på mindre än ett dygn och har sannolikt ingen atmosfär. Dess låga albedo antyder att dess yta kan likna månens eller Merkurius.
| Planet     | Massa      | Halv storaxel (AE) | Siderisk omloppstid (d) | Excentricitet | Inklination   | Radie            |
| ---------- | ---------- | ------------------ | ----------------------- | ------------- | ------------- | ---------------- |
| LHS 3844 b | ca 2,25 M🜨 | 0,00622 ± 0,00017  | 0,46292913 ± 0,0000019  | -             | 88,50 ± 0,51° | 1,303 ± 0,022 R🜨 |